# Piero Carnabuci
Piero Carnabuci (Santa Teresa di Riva, 6 settembre 1893 – Milano, 13 febbraio 1958) è stato un attore italiano.

## Biografia
Nacque a Santa Teresa di Riva, in provincia di Messina, nel 1893, da Giuseppe e da Domenica Tornatola, proprietari terrieri. Visse gli anni dell'infanzia e dell'adolescenza tra il paese natale e Messina, dove frequentò il liceo. Nel 1912 iniziò a frequentare la facoltà di ingegneria dell'Università di Catania, ma allo scoppio della prima guerra mondiale fu costretto ad abbandonare gli studi e a partire per il fronte, dove fu di stanza sulle Dolomiti.
Finita la guerra divenne allievo di Luigi Rasi a Firenze; esordì nel 1920 con la compagnia Carini-Gentilli. Partecipò a molte formazioni quali le compagnie Gramatica, Picasso, Borelli, Melato, Almirante, e nel 1926 divenne primattore nella compagnia di Andreina Rossi. Nel 1927-28 lavorò nella compagnia di Luigi Pirandello; nel 1928/29 nella Compagnia Italianissima e nella compagnia di Sem Benelli. Nel 1929, presso il Teatro Antico di Taormina, recitò nel Giulio Cesare di William Shakespeare con Animante Ninchi e Franco Tosi. L'anno seguente, nel 1930, fu con Tat'jana Pavlovna Pavlova. Dal 1935 fece parte della compagnia di Ruggero Ruggeri.
All'attività teatrale si affiancò quella nel cinema e nella televisione, quest'ultima a partire dagli anni cinquanta. Carnabuci lavorò per i maggiori registi cinematografici italiani del tempo, quali Mario Camerini, Carmine Gallone, Alessandro Blasetti e Amleto Palermi. Il suo repertorio teatrale comprendeva i classici greci, D'Annunzio, Shakespeare, Čechov, Ibsen, Betti, T. S. Eliot.
Affetto da disturbi renali che lo avevano spinto ad allontanarsi dalle scene, Carnabuci morì a Milano nel 1958. Riposa in Sicilia, nel cimitero di Santa Teresa di Riva.

## Prosa teatrale
- La guerra di Troia non si farà di Jean Giraudoux, regia di Giorgio Strehler, prima al Piccolo Teatro di Milano il 5 aprile 1950.
- Enrico IV di William Shakespeare, regia di Giorgio Strehler, prima al Teatro Romano di Verona il 7 luglio 1951.
- Dal tuo cuore di Giovanni Verga, regia di Giorgio Strehler, prima al Piccolo Teatro di Milano, il 2 aprile 1956.

## Prosa televisiva Rai
- I fratelli Castiglioni, regia di Sandro Bolchi, trasmessa il 10 gennaio 1958.

## Filmografia

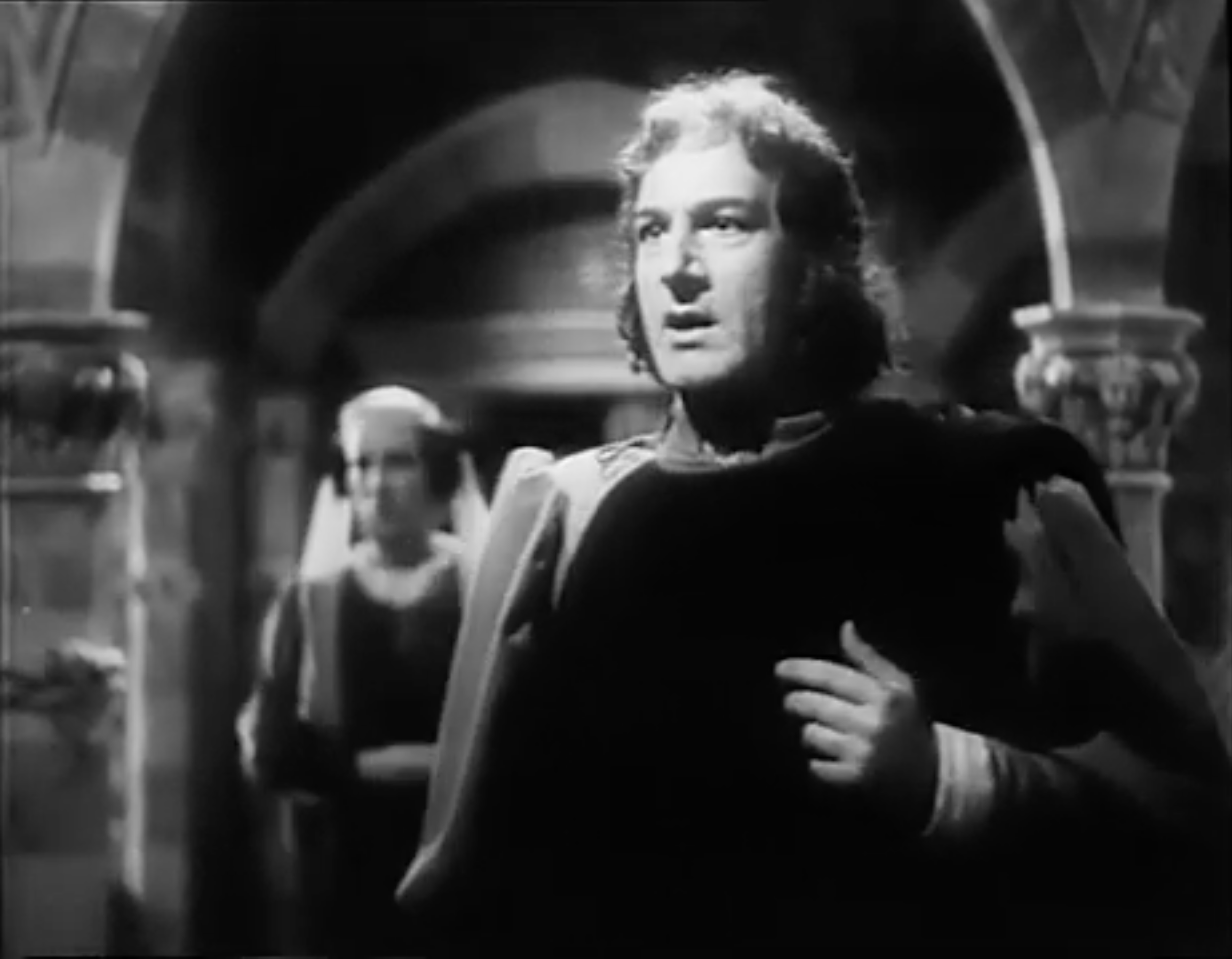
Carnabuci ne La cena delle beffe (1942)

- Kif Tebbi, regia di Mario Camerini (1928)
- Creature della notte, regia di Amleto Palermi (1934)
- Il corsaro nero, regia di Amleto Palermi (1937)
- Scipione l'Africano, regia di Carmine Gallone (1937)
- La peccatrice, regia di Amleto Palermi (1940)
- La cena delle beffe, regia di Alessandro Blasetti (1942)
- Voglio vivere così, regia di Mario Mattoli (1942)
- Don Giovanni, regia di Dino Falconi (1942)
- La Gorgona, regia di Guido Brignone (1942)
- Cenerentola e il signor Bonaventura, regia di Sergio Tofano (1942)
- Gente dell'aria, regia di Esodo Pratelli (1942)
- Gioco pericoloso, regia di Nunzio Malasomma (1942)
- I 3 aquilotti, regia di Mario Mattoli (1942)
- Tempesta sul golfo, regia di Gennaro Righelli (1943)
- Tutta la città canta, regia di Riccardo Freda (1943)
- Aeroporto, regia di Piero Costa (1944)
- L'ultimo sogno, regia di Marcello Albani (1946)
- La donna che inventò l'amore, regia di Ferruccio Cerio (1952)
- La leggenda di Genoveffa, regia di Arthur Maria Rabenalt (1952)
- Altair, regia di Leonardo De Mitri (1955)
- Andrea Chénier, regia di Clemente Fracassi (1955)
- La fortuna di essere donna, regia di Alessandro Blasetti (1956)